# 니콜라우 브레이네르

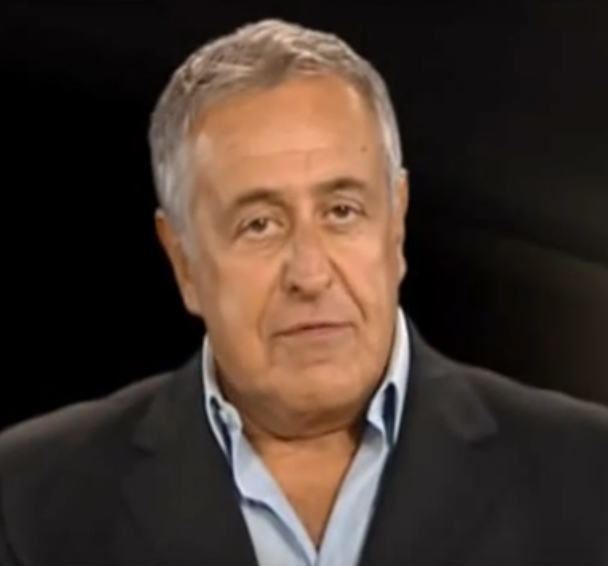

니콜라우 브레이네르(Nicolau Breyner, 1940년 7월 30일 ~ 2016년 3월 14일)는 포르투갈의 영화배우, 각본가, TV 사회자, 텔레비전 감독, 연극 배우, 영화 감독, 음악가이다.
리스본에서 사망하였다. 사인은 심근 경색이다.

## 영화
- 슈테판 츠바이크: 패러웰 투 유럽 (2016년)
- 비포 던 (2016년)
- 리스본행 야간열차 (2013년) - 다 실바 역
- 부다페스트 (2009년)
- 콜 걸 (2007년)
- 구름 저편에 (2007년)
- 임모르타이스 (2003년)
- 하이메 (1999년)
- 페레이라가 주장하다 (1995년)